# ترن ایتالیا
ترن ایتالیا (انگلیسی: Trenitalia) اپراتور اصلی قطار در ایتالیا است. ترن ایتالیا یک شرکت تابعه فروویه دلو متعلق به دولت ایتالیا است که در سال ۲۰۰۰ با دستورالعمل اتحادیه اروپا و مؤسسه حمل و نقل ریلی تأسیس شد.